# Bukahara
Bukahara és una banda de música neofolk de Colònia, a Alemanya.
Els músics que componen el grup van tocar junts, per primera vegada, el 2009. Abans, la majoria s'havia dedicat a tocar al carrer; tres d'ells havien estudiat Jazz a l'Acadèmia de Música i Dança de Colònia, on s'havien conegut.

## Discografia
- 2013: Bukahara Trio
- 2015: Strange Delight[2][3]
- 2017ː Phantasma[4]